# Moritz-Waldemar Bretschneider-Bodemer
Moritz-Waldemar Bretschneider-Bodemer (ur. 29 maja 1892, zm. 18 lipca 1918) – niemiecki as myśliwski z czasów I wojny światowej z 6 potwierdzonymi zwycięstwami powietrznymi.

## Życiorys
Urodził się w Harthau (obecnie dzielnica Chemnitz). Był oficerem rezerwy Ulanen-Regiment „Kaiser Franz Josef von Österreich, König von Ungarn“ (1. Königlich Sächsisches) Nr. 17. Służbę w lotnictwie rozpoczął w sierpniu 1917 roku. 19 kwietnia 1918 roku został przydzielony do Jagdstaffel 6, która wchodziła w skład Jagdgeschwader 1 dowodzonego przez Manfred von Richthofen. Pierwsze zwycięstwo powietrzne odniósł maja w okolicy Cayeux zestrzeliwując francuski samolot Breguet XIV. Następnego dnia powtórzył swój pierwszy sukces.  Ostatnie szóste zwycięstwo odniósł 16 października 1918 roku w okolicach Igny-le-Jard zestrzelił samolot Spad. Dwa dni później Bretschneider-Bodemer zginął w czasie walki powietrznej w okolicach Grand-Rozoy.